# ГЭС Вау-и-Дейес
ГЭС Вау-и-Дейес (алб. HEC Vau i Dejës) — гидроэлектростанция в северной Албании, выше города Вау-и-Дейес, примерно в 18 км от города Шкодер. Является третьей в Дринском каскаде на реке Дрин. Собственник и экспулатирующая организация — Албанская энергетическая корпорация (КЕШ).
Первая из ГЭС, построенных на реке Дрин. Строительство началось в 1965 году. Турбины вводились в эксплуатацию в два этапа: три в 1970 году и две — в 1975 году.
Для создания водохранилища Вау-и-Дейес построены 3 плотины.
Плотина Diga e Qyrsaqit высотой 46,4 м и длиной 440 м — частично бетонная гравитационная плотина, частично — каменно-набросная. Пропуск воды через четыре поверхностных водосброса в бетонной части плотины, подвод воды к агрегатам через 5 водоводов. Суммарная пропускная способность водосбросов — 3500 м³/с. Расчётный напор — 52 м. Номинальный расход воды — 113 м³/с.
Плотина Diga e Zadejës высотой 60 м и длиной 390 м — каменно-набросная. Пропуск воды через туннельный водосброс пропускной способностью 3200 м³/с.
Плотина Ррагами (Diga e Rragamit) у села Ррагами высотой 34 м и длиной 320 м — насыпная. В этой плотине нет гидротехнических сооружений, она служит лишь барьером для удержания воды.
Объём водохранилища Вау-и-Дейес — 580 млн м³ (0,58 км³), площадь — 25 км². Оно простирается на 27 км вверх по течению Дрина до плотины ГЭС Комани. Полезный объём — 263 млн м³ (0,263 км³). Максимальный уровень — 76 м над уровнем моря, минимальный уровень — 61 м над уровнем моря. Наполнение начато в 1970 году. Площадь водосбора — 14 173 км². Среднегодовой расход воды — 310 м³/с.
Установлены 5 агрегатов с вертикальными турбинами Френсиса мощностью 50 МВт каждая. Установленная мощность — 250 МВт, годовая выработка электроэнергии — 1000 млн кВт⋅ч.